# Astracantha
Astracantha är ett släkte av ärtväxter. Astracantha ingår i familjen ärtväxter.

## Dottertaxa tillAstracantha, i alfabetisk ordning[1]
- Astracantha acetabulosa
- Astracantha acicularis
- Astracantha acmophylla
- Astracantha adscendens
- Astracantha albispina
- Astracantha alexandri
- Astracantha alexeenkoana
- Astracantha amblolepis
- Astracantha andreji
- Astracantha antabica
- Astracantha arnacantha
- Astracantha asaphes
- Astracantha atenica
- Astracantha atropatana
- Astracantha aurea
- Astracantha bactriana
- Astracantha baghensis
- Astracantha barba-caprina
- Astracantha basianica
- Astracantha bienerti
- Astracantha caspica
- Astracantha caucasica
- Astracantha cerasocrena
- Astracantha cesarensis
- Astracantha chorassanica
- Astracantha chtonocephala
- Astracantha condensata
- Astracantha crassinervia
- Astracantha crenophila
- Astracantha cretica
- Astracantha deinacantha
- Astracantha denudata
- Astracantha diphtherites
- Astracantha dissecta
- Astracantha divaricata
- Astracantha dolona
- Astracantha drymophila
- Astracantha dschuparensis
- Astracantha echidna
- Astracantha echidnaeformis
- Astracantha echinus
- Astracantha elisabethae
- Astracantha erinacea
- Astracantha eriocephala
- Astracantha eriosphaera
- Astracantha eriostyla
- Astracantha eschkerensis
- Astracantha esfandiarii
- Astracantha farakulumensis
- Astracantha flavirubens
- Astracantha flexilispina
- Astracantha floccosa
- Astracantha florulenta
- Astracantha garaensis
- Astracantha gemiana
- Astracantha ghilanica
- Astracantha gigantostrobus
- Astracantha glabrifolia
- Astracantha glaucopsoides
- Astracantha globiflora
- Astracantha gossypina
- Astracantha granatensis
- Astracantha gudrathii
- Astracantha gummifera
- Astracantha heratensis
- Astracantha hypsogeton
- Astracantha insidiosa
- Astracantha intermixta
- Astracantha jucunda
- Astracantha karabaghensis
- Astracantha karakalensis
- Astracantha karjaginii
- Astracantha kuhistana
- Astracantha kuhitangi
- Astracantha kurdica
- Astracantha lagonyx
- Astracantha lasiostyla
- Astracantha lateritia
- Astracantha lateritians
- Astracantha leioclados
- Astracantha lepidantha
- Astracantha leucoptila
- Astracantha macrantha
- Astracantha meana
- Astracantha meraca
- Astracantha meschhedensis
- Astracantha mesoleia
- Astracantha meyeri
- Astracantha michauxiana
- Astracantha microcephala
- Astracantha morgani
- Astracantha multifoliolata
- Astracantha multispina
- Astracantha muschiana
- Astracantha myriacantha
- Astracantha nebrodensis
- Astracantha ochrobia
- Astracantha ochtoranensis
- Astracantha octopus
- Astracantha oleifolia
- Astracantha pachyacantha
- Astracantha parnassi
- Astracantha parrowiana
- Astracantha peristerea
- Astracantha plumata
- Astracantha polyantha
- Astracantha prominens
- Astracantha prusiana
- Astracantha pseudaurea
- Astracantha psilodontia
- Astracantha psilostyla
- Astracantha pterocephala
- Astracantha ptilocephala
- Astracantha pulvinata
- Astracantha pycnantha
- Astracantha pycnocephala
- Astracantha radschirdensis
- Astracantha rhodochroa
- Astracantha rubens
- Astracantha rumelica
- Astracantha semipellita
- Astracantha serpentinica
- Astracantha sicula
- Astracantha sofica
- Astracantha sommieri
- Astracantha splendidissima
- Astracantha stenonychioides
- Astracantha stipulosa
- Astracantha strobilifera
- Astracantha talarensis
- Astracantha theodoroviana
- Astracantha thracica
- Astracantha totschalensis
- Astracantha transoxana
- Astracantha trojana
- Astracantha turkmenorum
- Astracantha vedica
- Astracantha zoharyi